# 1452
Cette page concerne l'année 1452  du calendrier julien.
L'année 1452 est une année bissextile qui commence un samedi.

## Événements
- Une éruption volcanique du volcan sous marin Kuwae en Océanie provoque la séparation des îles d'Epi et de Tongoa. Les rejets de poussières dans l'atmosphère entraînent des perturbations météorologiques (hivers rudes et étés froids entre 1453 et 1457) et des phénomènes d’effet d’optique atmosphérique inhabituels[1].

- 1er janvier : le tout nouvel hôpital des Hospices de Beaune, créé à l'initiative de Nicolas Rolin, chancelier du duc de Bourgogne Philippe II le Bon, et de son épouse Guigone de Salins, accueille son premier patient[2].
- Février[3], Moldavie : Alexandre, petit-fils d'Alexandre le Bon, chasse Pierre III Aron avec l'appui du roi de Pologne. Pierre Aron se réfugie en Transylvanie.
- 16 mars : Frédéric III de Habsbourg épouse à Rome l’infante Éléonore de Portugal, nièce d'Henri le Navigateur[4].
- 19 mars : Frédéric III de Habsbourg, sur le trône d'Autriche depuis 1440, est couronné empereur romain germanique. Il est le dernier empereur à aller se faire couronner à Rome par le pape[5]. Il confirme le Privilegium majus pour l’Autriche, érigée en archiduché le 6 janvier 1453.
- 16 mai : la république de Venise déclare la guerre à Francesco Sforza, duc de Milan allié à Cosme de Médicis (fin en 1454)[6].
- 18 mai : Borso d'Este est confirmé comme duc de duc de Modène et Reggio par l'empereur Frédéric III[7].
- 11 juin : Alphonse V d'Aragon déclare la guerre à Florence[6].
- 14 juin : une réunion générale se tient au château de Chissay, à proximité de Tours, pour faire le point sur l'affaire Jacques Cœur, savoir s'il convient de poursuivre l'instruction et de lever le secret[8].
- 18 juin : la bulle Dum Diversas, adressée à Alphonse V de Portugal, l'autorise à réduire les infidèles et les païens en esclavage[9].
- 26 juillet : fondation de l'université de Valence[10].
- 12 août : Alexandre II de Moldavie renouvelle les privilèges de la ville de Brașov et conclut un traité de paix avec Jean Hunyadi (17 février 1453)[11]. Devant la pression des grands Boyards, il rend également hommage au roi de Pologne (6 octobre 1453).
- Septembre - octobre : Vladislav II de Valachie frappe des monnaies plus lourdes et plus riches en argent que celles de Hongrie pour marquer son indépendance vis-à-vis de la Hongrie et permettre à ses monnaies de circuler sur le marché ottoman. En réaction à la politique monétaire de la Valachie, Jean Hunyadi interdit aux Saxons de Brașov d’accepter la monnaie valaque et les aspres turcs et retire à Vladislav II ses fiefs transylvains d’Almaş et de Făgăraş[12].
- 7 octobre : bulle Cum nulla du pape Nicolas V. Introduction des Carmélites en France[13].
- 23 octobre : Bordeaux est reprise par les Anglais[14].
- 5 novembre : échec de Sigismond Malatesta, qui conduit les troupes d'Alphonse V d'Aragon contre Florence[6].
- Début novembre : les troupes de Jacopo Piccinino (Venise) et celles de Francesco Sforza (Milan) se défient sans combattre dans la plaine de Montechiaro[6].
- 10 novembre : les États d'Autriche, de Hongrie et de Bohême s'assemblent à Vienne. Ils confirment à Jean Hunyadi la régence de Hongrie, à George Podiébrad celle de Bohême, et à Ulric de Cilley celle de l'Autriche pour le jeune Ladislas le Posthume[15].
- 16 novembre : les Appenzellois renouvellent leur alliance avec la Confédération suisse[16].
- 12 décembre : le gouvernement byzantin fait célébrer une grande messe solennelle à Sainte-Sophie, en l’honneur de l’Union des Églises ; en entendant prononcer le nom du pape par l’officiant (le cardinal Isidore, légat du pape Nicolas V), le peuple quitte précipitamment l’église en poussant des cris indignés[17].

- Le prince de Moscou Vassili II offre au Mongol Kazim une principauté (Kassimov) pour le remercier de son aide contre Chemiaka. Pour la première fois, un mongol de la dynastie régnante reconnaît la suzeraineté russe[18].